# Paul Sjöberg
Paul Efraim Sjöberg, född 15 april 1891 i Ovansjö församling, Gävleborgs län, död 27 december 1972 i Adolf Fredriks församling, Stockholm, var en svensk präst.
Efter studentexamen 1909 blev Sjöberg filosofie kandidat 1913 och teologie kandidat 1916. Han blev kyrkoadjunkt i Forsa församling 1918, Högbo församling 1919, komminister i Färila församling 1922, kyrkoadjunkt i Gävle Staffans församling 1922, predikant vid fattigvårdsinrättningen där 1923, komminister i Ovansjö församling 1925, kyrkoherde i Frösunda församling 1929 och var kyrkoherde i Söderhamns församling 1944–1958.
Sjöberg tjänstgjorde även som krigsfångesekreterare i Sibirien och Turkestan 1915–1916 samt i Tyskland 1917–1918. Han anses i det kyrkliga arbetet ha varit närmast gammalkyrklig och inte någon vän av nya initiativ och föreningsverksamhet.